# 池田斉成
池田 斉成（いけだ なりしげ）は、江戸時代後期の備前岡山藩の世嗣。通称は辺（ほとり）。官位は紀伊守、侍従。

## 略歴
池田政芳（5代藩主・池田治政の三男）の長男として誕生。
元は旗本牧野成著の実子・欣之進として幕府に届出がされ、牧野家から旗本神尾守富の養子に迎えられていた。ところが、伯父で6代藩主・池田斉政の長男・斉輝、また斉輝の長男・本之丞が相次いで早世したため、養子縁組を取り消し、改めて池田政芳の三男・辺として届出がされた。その上で、文政3年（1820年）3月21日に幕府へ辺を斉政の養子とする出願がされ、3日後に認められた。さらに、斉政の実の娘である金子の婿養子という形がとられた。
辺は11代将軍・徳川家斉への御目見や元服を果たし、斉輝と同様に将軍の偏諱を受け斉成と名乗る。しかし、家督相続前の文政9年（1826年）に17歳で早世した。
代わって薩摩藩主・島津氏から斉敏が金子の婿に迎えられ世嗣となり、家督を継いだ。